# Wola (1914)
Wola (ros. Воля) – rosyjski pancernik typu Impieratrica Marija z okresu I wojny światowej i wojny domowej w Rosji. Budowany pod nazwą „Impierator Aleksandr III” (Император Александр III), wszedł do służby pod koniec wojny w 1917 roku pod nazwą „Wola”. Przechodził w ręce niemieckie, ukraińskie i brytyjskie, ostatecznie używany przez siły białych pod nazwą „Gienierał Aleksiejew” (Генерал Алексеев).

## Historia
Zamówienie na budowę okrętu „Impierator Aleksandr III” („Cesarz Aleksander III”) zostało złożone w stoczni Russud 31 marca 1912. Przy budowie korzystano z pomocy technicznej brytyjskiej stoczni John Brown & Company z Clydebank. Zgodnie z postanowieniami kontraktu okręt miał być zwodowany jesienią 1913. Zastrzeżono w nim zastosowanie rosyjskich materiałów, z wyjątkiem tych, które w Rosji nie były wytwarzane. W związku z tym w Wielkiej Brytanii zamówiono m.in. turbiny parowe i śruby napędowe.
Początkowo okręt planowano budować równolegle z „Impieratrica Marija”, a jego wodowanie miało nastąpić trzy miesiące po wodowaniu jednostki prototypowej. W sierpniu 1914 z powodu opóźnień przesunięto termin oddanie okrętu do służby na rok 1916. W 1915 z powodu braku urządzeń siłowni sprowadzanych z Wielkiej Brytanii planowane wejście do służby zostało przesunięte na 1917. Próby na uwięzi rozpoczęły się 28 marca 1917. Po rewolucji lutowej i obaleniu caratu, 16 kwietnia 1917 roku okręt otrzymał nową „demokratyczną” nazwę „Wola” (Воля, pol. wola). W lipcu wyposażany okręt przeszedł z Mikołajowa do Sewastopola, gdzie po odbyciu prób morskich na początku października. 19 października 1917 „Wola” wchodząc w skład jednej z trzech grup manewrowych, usiłował przechwycić turecki krążownik „Midilli”. Akcja nie powiodła się z powodu nagłego jej przerwania, spowodowanego niesubordynacją części załóg okrętów. Oficjalne przejęcie okrętu przez państwo nastąpiło 30 października. 
Z powodu rewolucji październikowej i zawieszenia broni, okręt pozostawał w porcie. Flota carska została zdemobilizowana przez bolszewików, załoga okrętu w części została wymieniona na ochotniczą, a część oficerów zamordowana przez marynarzy w Sewastopolu w dniach 22-25 kwietnia 1918 roku. W takich okolicznościach nie można było dokończyć wyposażania okrętu. Aby nie dopuścić do przekazania okrętu Niemcom na skutek zawarcia pokoju brzeskiego, poddano go nominalnej „ukrainizacji”, podnosząc 29 kwietnia 1918 roku ukraińską flagę, lecz Niemcy nie uznawali praw Państwa Ukraińskiego do floty. 30 kwietnia okręty zostały wyprowadzone z Sewastopola do Noworosyjska i następnie znowu podniosły bandery rosyjskie. Na skutek chaosu panującego w kraju, gotowość floty mimo to spadała i 17 czerwca „Wola” z częścią okrętów powróciła do Sewastopola, przechodząc pod kontrolę niemiecką, a pozostała część została następnie samozatopiona.
Dopiero jesienią 1918 roku odstawiony i rozbrojony okręt został przejęty na krótko przez Niemców, wychodząc w morze 15 października na próby po remoncie pod banderą niemiecką. Po zawieszeniu broni, Niemcy formalnie przekazali okręty flocie ukraińskiej, którą dowodził kadm. Wacław Kłoczkowski, lecz mimo to 25 listopada 1918 roku zostały przejęte w Sewastopolu przez Brytyjczyków. Pancernik pod banderą brytyjską, z tymczasową załogą przeszedł do Izmiru, gdzie został odstawiony. Dopiero 17 (30) października 1919 roku Brytyjczycy przenieśli okręt do Sewastopola i przekazali siłom białych. Imię okrętu zmieniono 1 listopada 1919 roku na „Gienierał Aleksiejew” („Генерал Алексеев”). Jego stan techniczny był jednak zły, a załoga zdekompletowana. Dopiero latem 1920 roku został doprowadzony do gotowości bojowej i kilkakrotnie ostrzeliwał wojska bolszewików pod Oczakowem. Uczestniczył w ewakuacji białych z południowej Rosji. W listopadzie 1920 okręt przepłynął do Konstantynopola, a następnie w lutym 1921 roku do  Bizerty we francuskiej kolonii Tunezji. Okręty pozostawały tam internowane ze swoimi załogami i pod banderami. Po uznaniu przez Francję Związku Radzieckiego, 24 października 1924 roku załoga zeszła z okrętu, który przeszedł pod kontrolę Francji. Przez pewien czas zamierzano zwrócić okręt władzy radzieckiej i jego stan był oceniany przez komisję radziecką, lecz ostatecznie do zwrotu okrętów nie doszło i w 1925 roku zostały przejęte przez Francję. Pancernik nie wszedł do służby i w 1928 roku został sprzedany na złom. Rozbiórka okrętu rozpoczęła się w 1934. 
Działa pancernika kalibru 305 mm i 130 mm zostały zmagazynowane. Latem 1939 roku zamierzała nabyć je Finlandia, lecz dopiero po wybuchu wojny zimowej Francja zdecydowała się je dostarczyć. Osiem dostarczono do Finlandii, z czego cztery zostały po 1940 roku zamontowane w bateriach artylerii nadbrzeżnej. Nie brały udziału w walkach; dwudziałowa wieża na wyspie Mäkiluoto koło półwyspu Porkkala została przejęta przez ZSRR po 1944 roku, a dwa działa na wyspie Isosaari służyły do lat 80. Pozostałe lufy były zapasowe; dwie z nich wykorzystano do remontu baterii kolejowej. Ostatnie cztery armaty 305 mm i 18 armat 130 mm, wysłane statkiem do Finlandii, zostały zagarnięte przez Niemców w Norwegii. W 1941 roku armaty 305 mm zostały ustawione przez nich na wyspie Guernsey, a armaty 130 mm w 1940 roku zostały ustawione w Norwegii.